# أسكاي
أسكاي هي شركة طيران، يقع مقرها الرئيسي في لومي، توغو. أنشئت الشركة بناء على مبادرة من حكومات غرب إفريقيا، وانطلاقاً من مطار لومي الدولي تُسير الشركة رحلات جوية إلى غرب ووسط إفريقيا.